# Дегтярёв, Степан Аникиевич
Степан Аникиевич Дегтярёв (в ряде источников Дехтерев; 1766, слобода Борисовка, Белгородская губерния ― 23 апреля (5 мая) 1813, близ Курска) ― русский композитор и дирижёр.

## Биография
Степан Дегтярёв родился в семье крепостного крестьянина, служившего у графа Н. Н. Шереметева. Учился в певческой школе графа, с семи лет пел в крепостном хоре, в пятнадцать уже выступал в оперных спектаклях, ставившихся в домашнем театре усадьбы Шереметевых в Кускове. Изучал теорию музыки у Антонио Сапиенцы и Джузеппе Сарти; в 1790 вместе с последним, по некоторым сведениям, ездил в Италию, по возвращении служил при дворе Шереметева регентом и дирижёром оркестра. В 1803 Дегтярёв получил вольную и поселился в Москве, через два года опубликовал в Петербурге перевод с итальянского языка теоретического пособия Винченцо Манфредини «Правила гармонические и мелодические для обучения всей музыки…». Последние годы жизни провёл на службе у одного из помещиков в Курской губернии.
Одно из наиболее известных произведений Дегтярёва ― оратория (первое русское сочинение в этом жанре) «Минин и Пожарский, или Освобождение Москвы» (1811), по масштабу приближающаяся к опере. Она пользовалась большой популярностью, особенно в обстановке патриотического подъёма накануне Отечественной войны 1812 года, и исполнялась на открытии памятника Минину и Пожарскому в Москве в 1818 году. Вдохновлённый событиями Отечественной войны, композитор начал писать ораторию «Торжество России, или Бегство Наполеона», но смерть помешала ему окончить её. Дегтярёв также является автором около шестидесяти духовных концертов для хора без сопровождения. Большинство его сочинений не напечатаны, по утверждению современников, некоторую их часть композитор уничтожил.

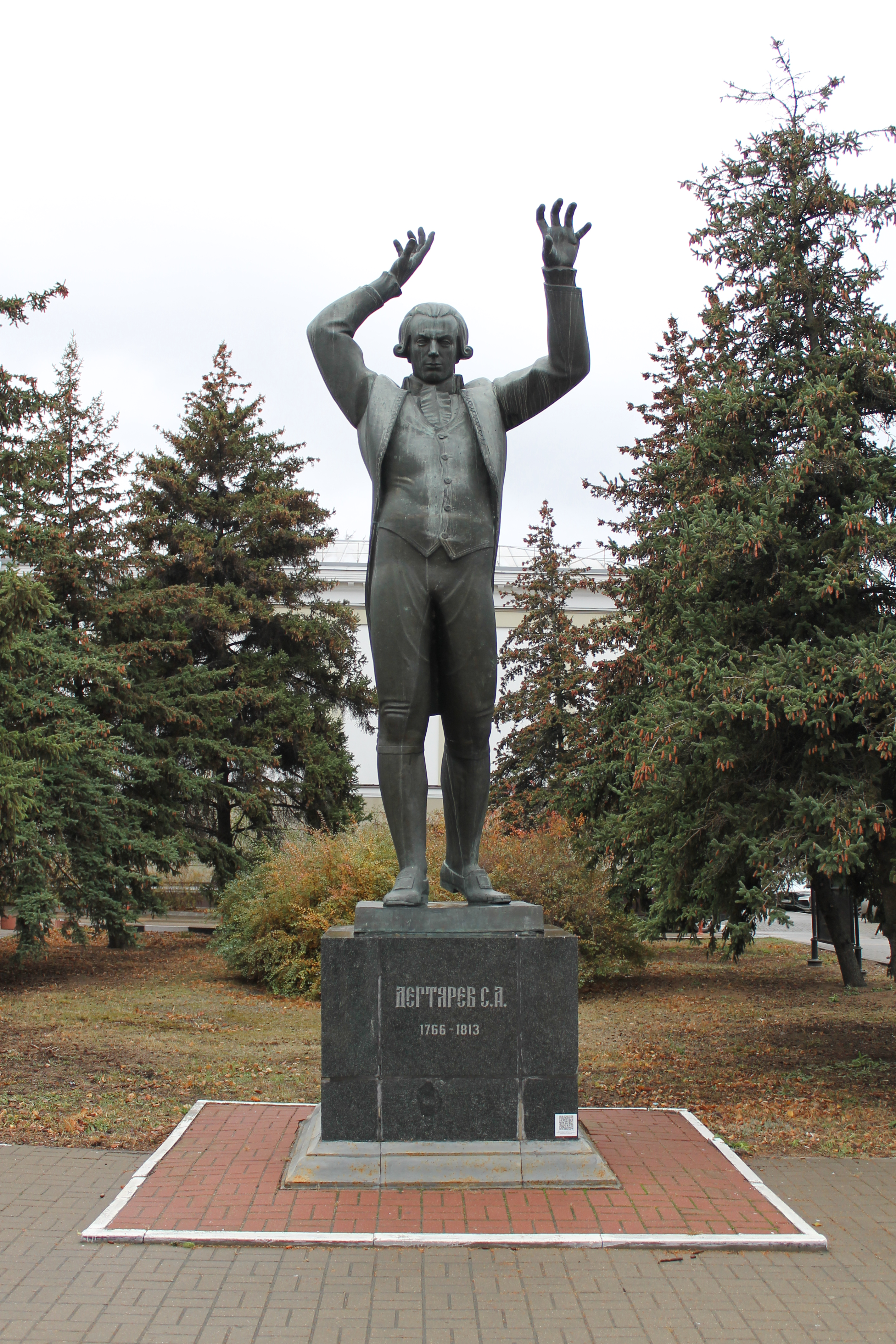

В 1991 году Белгородскому музыкальному училищу (ныне в составе Белгородского государственного института искусств и культуры) было присвоено имя С. А. Дегтярёва. 12 апреля 1994 года перед зданием появился памятник композитору. Авторы — скульптор Анатолий Смелый и архитекторы Михаил Смелый, Виталий Перцев и Юрий Веретельников.